# Krāslava
Krāslava (németül: Kreslau, latgalul: Kruoslova) város Lettországban, a fehérorosz határ mellett.

## Fekvése
Krāslava a Daugava völgyében, közvetlenül Fehéroroszország határán található.

## Lakossága
A 2004-es adatok szerint a város lakosságának 43%-a lett, 26%-a orosz, 18%-a fehérorosz, 10%-a lengyel, a fennmaradó 3%-a pedig egyéb nemzetiségű.

## Története
A települést írásos feljegyzés 1558-ban említi először. A település 1729-ben került Ludvig Plater gróf tulajdonába és a következő két évszázadban a grófi család birtoka volt. A város két nevezetes épületét, a katolikus templomot és a grófi kastélyt ebben az időszakban építették. A település 1923-ban, az első Lett Köztársaság idején kapott városi rangot.

## Látnivalók
- A 18. században épült katolikus templom.

## Híres krāslavaiak
- Itt született Ineta Radēviča, Európa-bajnok lett atléta, távolugró.

## Krāslavatestvérvárosai
- Vadsten, Svédország
- Poddembice, Lengyelország
- Aleksandrov, Lengyelország
- Dzerzsinszk, Fehéroroszország
- Volokolamszk, Oroszország